# Ево ти га, мистер Флипс!
„Ево ти га, мистер Флипс!” је југословенски ТВ филм из 1984. године. Режирао га је Ванча Кљаковић а сценарио је написао Илија Поповски.

## Улоге
| Глумац                 | Улога |
| ---------------------- | ----- |
| Крешимир Зидарић       | Паја  |
| Оливера Марковић       |       |
| Круно Валентић         |       |
| Љубо Капор             |       |
| Данко Љуштина          |       |
| Јелисавета Сека Саблић |       |
| Жарко Поточњак         |       |
| Радослав Спицмилер     |       |
| Ђуро Утјешановић       |       |
| Емил Глад              |       |
| Ангел Палашев          |       |